# هكتومتر
الهيكتومتر هي وحدة قياس طول نادرة الاستخدام.وتعادل 100 متر اختصارها هكم وبالإنجليزية hm